# سيف الله صمديان
سيف الله صمديان (مواليد 1954 في أورمية) هو مصور ومخرج أفلام إيراني.

## الأنشطة الفنية
- حصل عام 1347 على المركز الأول في المسابقات الوطنية للتصوير الفوتوغرافي في سن الخامسة عشرة.
- 1350 الالتحاق بجامعة طهران ودراسة اللغة الإنجليزية وآدابها.
- 1980 الدخول إلى وكالة الأنباء ومسؤولية وحدة التصوير وإنشاء بنك الصور في وكالة أنباء الجمهورية الإسلامية.
- الأول من يناير 1992، نشر المجلة الشهرية للصور، المشاركة في جميع البيناليات والأحداث الهامة في عالم التصوير من نفس السنوات حتى اليوم.
- تدريس التصوير الصحفي في جامعة طهران.
- تدريب تصوير فوتوغرافي بكلية الآداب وجامعة آزاد الإسلامية.
- حضور دورتين في وكالة أنباء آسيا والمحيط الهادئ (OANA) كمدرس.
- المشاركة المستمرة في معرض الصور الذي يعقد كل عامين في إيران وكان يشغل دور (سكرتير المهرجان، عضو لجنة الاختيار والتحكيم).
- تصوير 3 أفلام من عباس كيارستمي من ضمنها فيلم أي بي سي أفريقيا.
- عضو مجلس السياسات بمجموعة فن السينما والخبرة.[1]
- عضو المجلس التأسيسي لجمعية المصورين الإيرانيين.[2]
- مؤسس وسكرتير مهرجان العام ومهرجان الأفلام المصورة منذ عام 2004.[3][4]

### مناصب فنية
- عضو مجلس التحكيم في مهرجان ميلان السينمائي الدولي 2002 عضو مجلس التحكيم في المهرجان الأوروبي للأفلام القصيرة / ألمانيا 2005.[5][6]
- عضو لجنة تحكيم مهرجان بياف الدولي للأفلام القصيرة (جورجيا) 2010.[7]
- عضو لجنة تحكيم مهرجان نورنغار الثالث للصور (2016) [8]
- عضو لجنة تحكيم مهرجان تبريز السينمائي الأول (أغسطس 2017).
- عضو لجنة تحكيم الدورة الأولى من مهرجان مسار للتصوير الفوتوغرافي (1396).

## الجوائز
- حصل على جائزة World Press Photo (1990 World Press Photo Contest) [9]
- حصل على جائزة الفهد الذهبي لأفضل فيلم قصير عن «خمس قصص قصيرة» في مهرجان طشقند السينمائي الدولي الثاني.[10]
- حصل على لوحة شرف في مهرجان ياديغار الثالث لصنع الفيلم الوثائقي «بام: اليوم الثالث، اليوم العاشر»